# Ullrichs schallebijter
Ullrichs schallebijter (Carabus ulrichii) is een keversoort uit de familie van de loopkevers (Carabidae). De wetenschappelijke naam van de soort werd in 1824 gepubliceerd door Ernst Friedrich Germar.